# آرتور بری

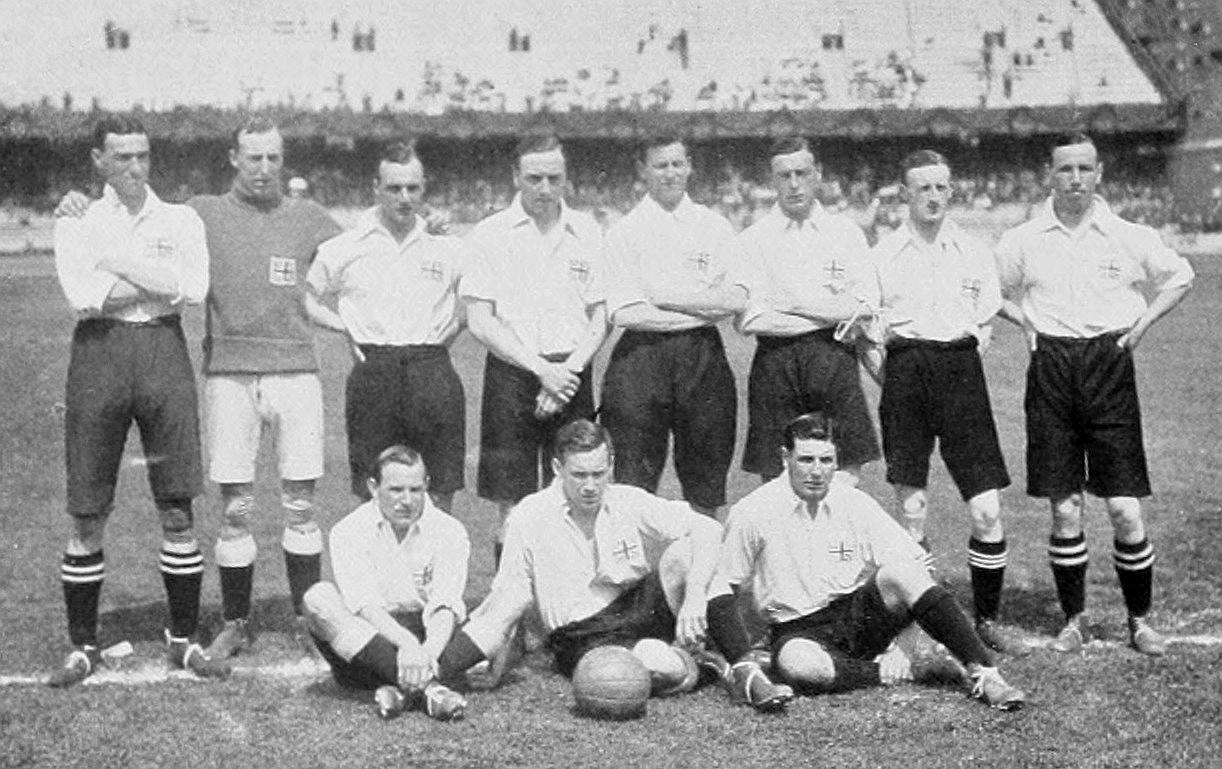
تیم فوتبال بریتانیا در المپیک تابستانی ۱۹۱۲

آرتور بری (به انگلیسی: Arthur Berry) زادهٔ ۳ ژانویه ۱۸۸۸ بازیکن فوتبال اهل انگلستان بود که سابقهٔ بازی در تیم ملی فوتبال انگلستان را در کارنامهٔ خود دارد. وی در تاریخ ۱۳ فوریه ۱۹۰۹ تنها بازی ملی خود را در مقابل تیم ملی فوتبال ایرلند انجام داد.